# Чемпионат мира по аргентинскому танго
Чемпионат мира по танго (исп. Campeonato Mundial de Baile de Tango, также известный как Mundial de Tango) — ежегодное соревнование по аргентинскому танго, которое проводится в Буэнос-Айресе, как правило в августе, в рамках фестиваля танго в Буэнос-Айресе, организованного правительством города.
Чемпионат мира начал проводиться с 2003 года по инициативе Анибала Ибарра, на тот момент главы правительства города Буэнос-Айреса, и проводился каждый год, однако в 2020 году в связи с пандемией Covid-19 был проведен онлайн в ограниченном формате со специальными условиями и иными правилами. С 2021 года вновь проводится очно.

## Правила участия
Соревнование состоит из двух официальных категорий: танго для танцпола «Tango de Pista» и сценическое танго «Tango Escenario», Ранее в конкурсе могли участвовать только пары, состоящие из мужчин и женщин, но в 2013 году правила были смягчены, чтобы разрешить участвовать однополым парам (мужчина танцует с мужчиной или женщина с женщиной). В 2019 году пара двух братьев заняла призовое третье место в категории сценического танго.
Танцоры представляют города или страны и могут зарегистрироваться бесплатно и без каких-либо требований к профессионализму. Регламент не устанавливает никаких ограничений ни в отношении пола и гражданства танцоров, ни в составе пар (любители или профессионалы). Конкурс состоит из трех этапов: отборочного, полуфинала и финала.
Чемпионат является одновременно и заключительным этапом серии предварительных соревнований, проводимых по всему миру, начиная с марта. Традиционно город Буэнос-Айрес и различные муниципалитеты выбирают своих «муниципальных» чемпионов". Эти пары, занявшие второе-пятое место в городском чемпионате и первое место в категории Milongueros del Mundo того же турнира, проходят сразу в полуфинал. Такое же преимущество предоставляется национальным или региональным чемпионам аккредитованных соревнований. К ним относятся Уругвай (UY), Чили (Кали, CL), Колумбия (Богота, Колорадо), Бразилия (Рио-де-Жанейро, BR), США (Сан-Франциско, США), Россия (Москва, RU), Китай (Нанкин, Китай), Япония (Токио, Япония), Корея (Сеул, КР), Франция (Париж, Франция), Великобритания (Лондон, Великобритания), Турция и регион (Стамбул, TR). Тем не менее, победители национальных и отборочных соревнований не обязаны принимать участие в Чемпионате мира. В случае отказа победителей национальных этапов от участия в чемпионате мира право на это участие не переходит.
Пары-победители Чемпионата Буэнос-Айреса и Чемпионата Европы ЕС (Чемпионат Европы, Италия по танго выходят непосредственно в финал.
Жюри во всех категориях состоит из пяти судей квалификационного этапа, шести судей полуфинала и семи судей финала. Каждая пара оценивается индивидуально от одного до десяти баллов, а затем устанавливается среднее значение, которое и является окончательной оценкой. В случае возникновения конфликта интересов при оценке судьей участников по усмотрению организаторов может быть введен резервный судья или исключены оценки соответствующего судьи при расчете среднего балла В каждой категории устанавливается пара-победитель, а также вручаются призы за второе, третье, четвёртое и пятое места.
Финалы обеих категорий проводятся в последнюю субботу и воскресенье фестиваля соответственно. Приз победившей пары в 2019 году составил 100 000 аргентинских песо.

### Танго для танцпола

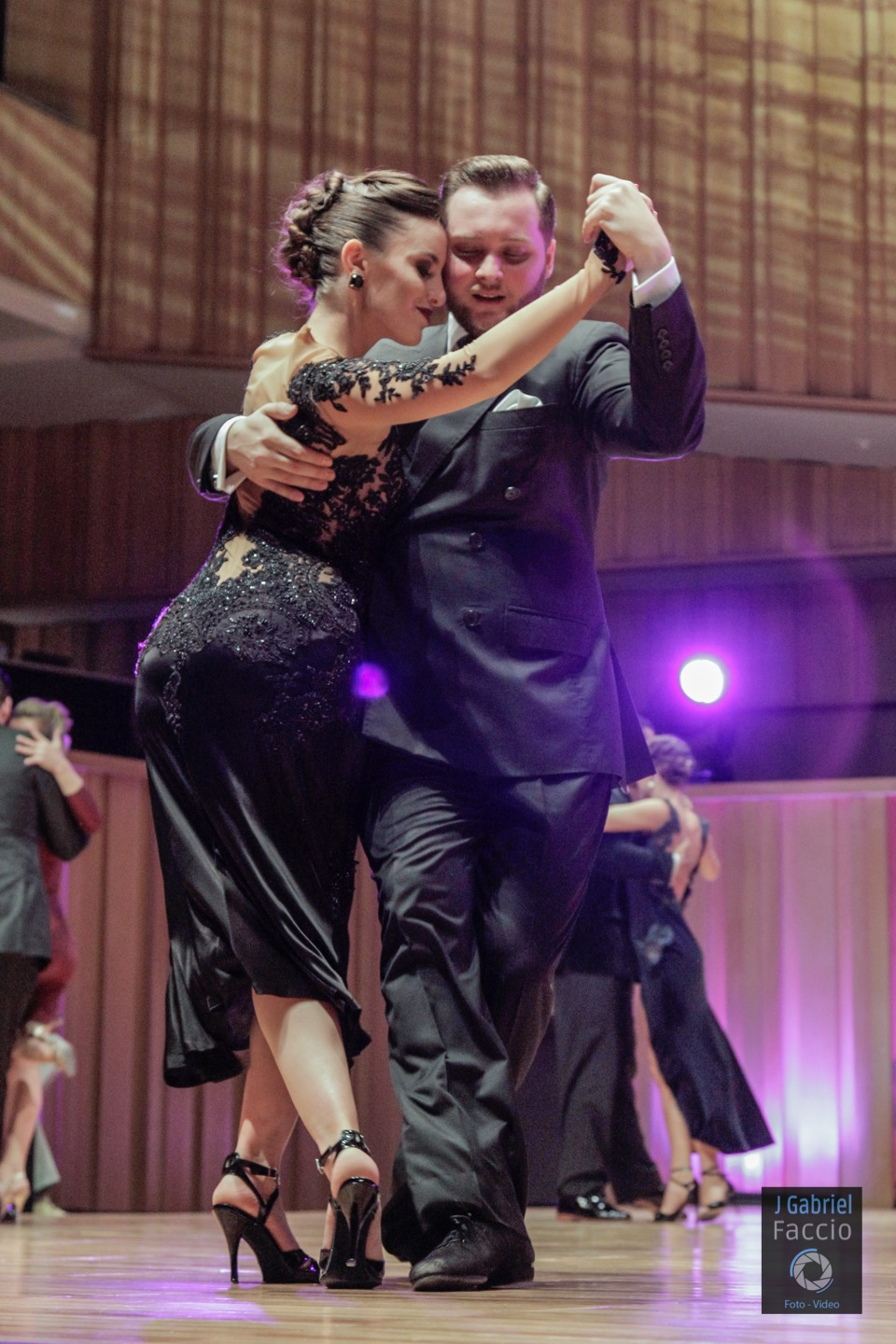
Категория танго для танцпола: Чемпионы 2019 года Максим Герасимов и Агустина Пьяджо. Фотограф J Gabriel Faccio

Соревнование в категории танго для танцпола проходит в группах по 10 танцующих одновременно пар (рондах), под музыку, выбранную организаторами, причем выбор не известен участникам заранее. Пары должны встать по кругу и двигаться против часовой стрелки. В каждом туре для каждой ронды исполняются три песни, различные по ритму и стилистике. Эта категория стремится уважать основные традиции танго и устанавливает более строгие хореографические правила, чем категория сценического танго, а именно: объятия не могут быть разорваны, пока длится музыка, взаимодействие осуществляется посредством объятия, так что одного из танцоров всегда нужно «удерживать» эластичным объятием другого партнера; прыжки запрещены; одежда не считается квалификационным параметром, однако внешний вид должен соответствовать социальному танго, а не сценическому.
Согласно регламенту, жюри обязано оценивать в основном музыкальность, взаимодействие в паре и элегантность походки. В этой категории очень важны импровизация и использование традиционных хореографических фигур танго (таких как сэндвич, парада, прогулка, баррида, сакада, энроске, ганчо, болео и т. д.).
В финал выходят 40 пар.

### Сценическое танго

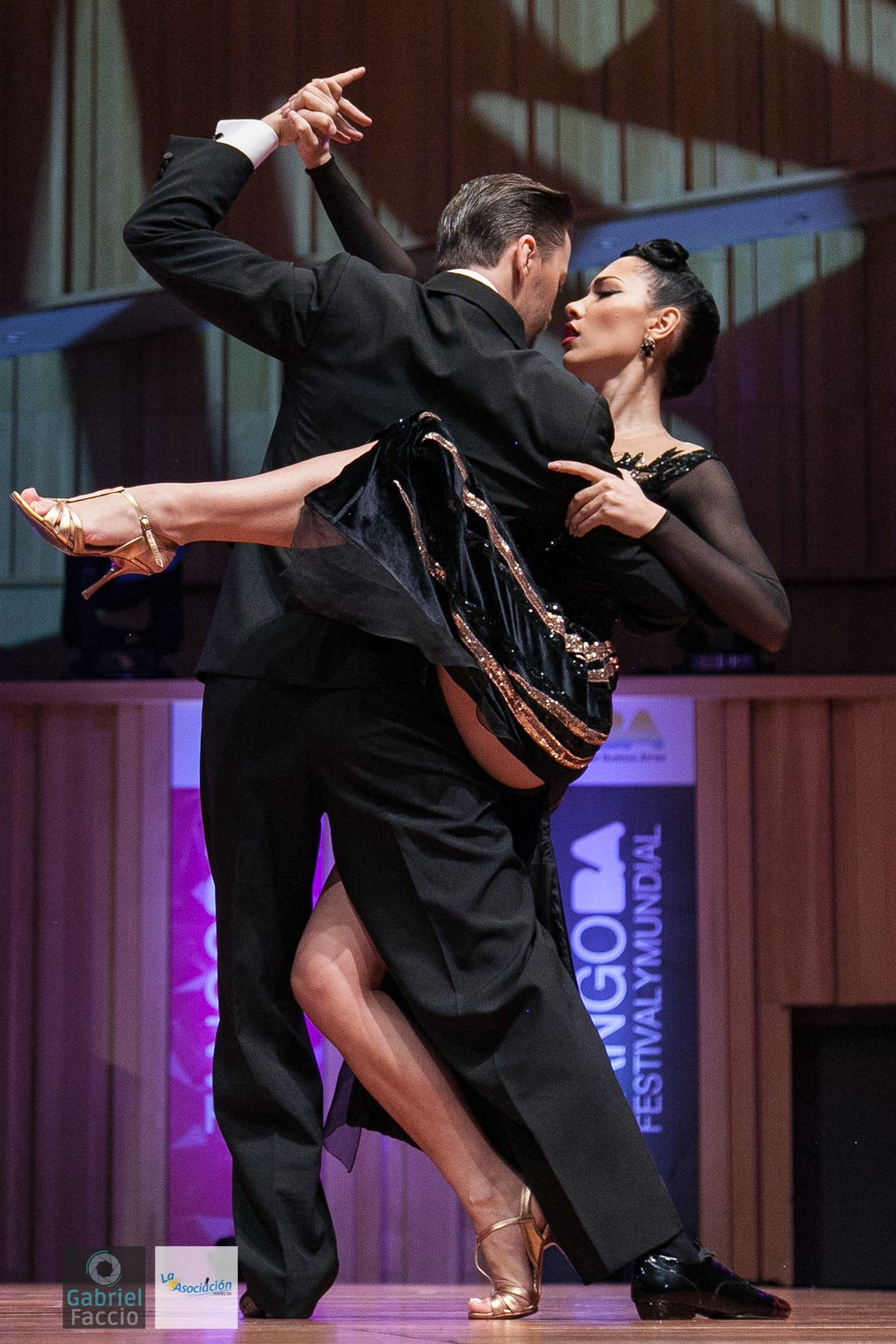
Категория сценическое танго: Чемпионы 2018 года Дмитрий Васин и Сагдиана Хамзина Фотограф J Gabriel Faccio

Соревнование по сценическому танго проходит для пар, которые танцуют сольно и заранее выбирают музыку. Каждая пара танцует не более четырёх минут. Стиль отличается как хореографическим, так и драматическим исполнением каждой пары.
Эта категория, в отличие от танго для танцпола, стремится к хореографической свободе и отражению множества вариаций, которыми танго представлено в мире, однако без потери идентичности: разрешается разорвать объятие, но в правилах содержится предупреждение, что для этого должна быть «причина и (что должно быть выполнено) в пользу презентации».
Прыжки и использование элементов других танцев (например, балета) разрешены, но не более одной трети времени выступления.
Хореография должна включать "классические фигуры танго: очо, хиро, прогулки, болео, ганчо и «объятие милонгеро».
Костюмы могут быть квалификационным параметром.
В финал выходят 20 пар.

## Победители
| Год  | Категория          | Победители | Страна             |
| ---- | ------------------ | --- | ------------------ |
| 2022 | Танго для танцпола | Себастьян Боливар и Синтия Паласиос (Sebastian Bolivar - Cynthia Palacios) 2.Агустин Рохас и Виктория Оливежа (Agustin Rojas - Victoria Olivella AR) 3 Диего Ортега и Алдана Сильвейра (Diego Ortega - Aldana Silveyra AR) | Аргентина          |
|      | Сценическое танго  | Рикардо Астрада и Констанса Вьейто (Ricardo Astrada - Constanza Vieyto) 2. Леандро Каппарелли и Андреа Куна (Leandro Capparelli - Andrea Kuna AR). 3.Лукас Гевара и Даниела Браво (Lucas Guevara - Daniela Bravo AR) | Аргентина          |
| 2021 | Танго для танцпола | Агустин Агнес и Барбара Феррейра (Barbara Ferreyra - Agustin Agnez) 2. Себастиан Боливар и Синтия Паласиос (Sebastian Bolivar y Cynthia Palacios AR). 3.Джонни Карвахаль — Мара Овьедо (Jonny Carvajal y Mara Oviedo AR) | Аргентина          |
|      | Сценическое танго  | Эммануаль Касаль и Янина Мусика (Emmanuel Casal y Yanina Muzyka) Видео 2. Федерико Каррисо - Хуан Франсиско Сеги (Federico Carrizo y Juan Francisco Segui AR). 3.Хесус Таборда — Сабрина Амучастегуль (Jesus Taborda y Sabrina Amuchastegul AR)                                                                                     | Аргентина          |
| 2019 | Танго для танцпола | Максим Герасимов и Агустина Пьяджо (Maksim Gerasimov — Agustina Piaggio). Видео 2. Диего Лучано Чандиа и Суйай Кирога (Diego Luciano Chandia — Suyay Quiroga AR). 3.Дмитрий Астафьев — Ирина Пономарёва (Dmitrii Astafev — Irina Ponomareva RU)                                                                                     | Россия / Аргентина |
|      | Сценическое танго  | Фернандо Родригес и Эстефания Гомес (Fernando Rodriguez — Estefanía Gómez.) Видео 2. Хулиан Санчес и Бруна Эстеллита (Julián Sanchez — Bruna Estellita AR). 3. Николас Филипели и Херман Филипели (Nicolás Filipeli — Germán Filipeli AR)                                                                                           | Аргентина          |
| 2018 | Танго для танцпола | Хосе Луис Салво и Карла Росси (Jose Luis Salvo — Carla Rossi). Видео 2. Карлитос Эстегаррибья и Дана Зампьери (Carlitos Estigarribia — Dana Zampieri AR). 3. (совместно) Максим Герасимов и Агустина Пьяджо (Maksim Gerasimov — Agustina Piaggio AR): Диего Лучано Чандиа и Суйай Кирога (Chandía Diego Luciano — Quiroga Suyay AR) | Аргентина          |
|      | Сценическое танго  | Дмитрий Васин и Сагдиана Хамзина (Dmitry Vasin — Sagdiana Khamzina). Видео 2. Валентин Ариас Дельгадо и Диана Франко Дуранго (Valentín Arias Delgado — Diana Franco Durango CO). 3. Анхель Касаль и Янина Музика Ángel Casal — Yanina Muzyka (AR)                                                                                   | Россия             |
| 2017 | Танго для танцпола | Херман Бажехо и Магдалена Гутьеррес (Germán Ballejo — Magdalena Gutiérrez). Видео 2. Хосе Луис Сальво и Карла Росси (José Luis Salvo — Carla Rossi AR), 3. Луис Ромеро и Ана Мигони (Luis Romero — Ana Migoni AR) | Аргентина          |
|      | Сценическое танго  | Аксель Аракаки и Агостина Тарчини (Axel Arakaki — Agostina Tarchini). Видео 2. Симоне Фаччини и Джойа Аббале (Simone Facchini — Gioia Abballe IT), 3. Валентин Ариас Дельгадо и Диана Франко Дуранго (Valentin Arias Delgado — Diana Franco Durango CO)                                                                             | Япония / Аргентина |
| 2016 | Танго для танцпола | Кристиан Паломо и Мелиса Сакки (Cristian Palomo — Melisa Sacchi). Видео 2. Карлос Эстигаррибья и Мария Лаура Састриа (Carlos Estigarribia — María Laura Sastría AR), 3. Лукас Гауто и Дана Зампьери (Lucas Gauto — Dana Zampieri AR)                                                                                                | Аргентина          |
|      | Сценическое танго  | Уго Мастролоренцо и Агустина Вигнау (Hugo Mastrolorenzo — Agustina Vignau). Видео 2. Эммануэль Касаль и Янина Музика (Emmanuel Casal — Yanina Muzyca AR), 3. Андрес Уран и Эстефания Аранго (Andres Uran — Estefania Arango AR) | Аргентина          |
| 2015 | Танго для танцпола | Джонатан Сааведра и Клариса Арагон (Jonathan Saavedra — Clarisa Aragón). Видео 2. Кристиан Паломо и Мелиса Сакки (Christian Palomo — Melisa Sacchi AR), 3. Херман Бажехо и Магдалена Гутьерес (Germán Ballejo — Magdalena Gutiérrez AR)                                                                                             | Аргентина          |
|      | Сценическое танго  | Эзекиль Хесус Лопес и Камила Алегре (Ezequiel Jesús Lopez — Camila Alegre).Видео 2. Хуан Пабло Булич и Росио Гарсиа Лиендо Juan Pablo Bulich — Rocío García Liendo AR), 3. Уго Мастролоренцо и Дайана Пухол (Hugo Mastrolorenzo — Daiana Pujol AR)                                                                                  | Аргентина          |
| 2014 | Танго для танцпола | Себастьян Акоста и Лорена Гонсалес Каттанео (Sebastián Acosta — Lorena González Cattaneo). Видео 2. Эдвин Эспиноза и Александра Йепес (Edwin Espinosa — Alexandra Yepes CO), 3. Александер Монкада Рохас и Алехандра Санчес (Alexander Moncada Rojas — Alejandra Sanchez CO)                                                        | Аргентина/ Уругвай |
|      | Сценическое танго  | Хуан Малисия Гатти и Мануэла Росси (Juan Malizia Gatti — Manuela Rossi). Видео 2. Уго Мастролоренцо и Агустина Вигнау (Hugo Mastrolorenzo — Agustina Vignau AR), 3. Хесус Таборда и Ширли Сюаньи Сюй (Jesus Taborda — Shirley Xuanyi Xu AR)                                                                                         | Аргентина          |
| 2013 | Танго для танцпола | Максимилиано Кристиани и Джесика Арфенони (Maximiliano Cristiani — Jesica Arfenoni). Видео 2. Фернандо Карраско и Химена Хеффнер (Fernando Carrasco — Jimena Hoeffner AR), 3. Хуан Малисиа Гатти и Мануэла Росси (Juan Malizia Gatti — Manuela Rossi AR)                                                                            | Аргентина          |
|      | Сценическое танго  | Гвидо Паласиос и Флоренция Кастижа (Guido Palacios — Florencia Castilla). Видео 2.Николас Матиас Шелл и Макарена Шинка Росас Nicolas Matias Schell — Macarena Schinca Rosas AR), 3. Хуан Пабло Булич и Росио Гарсиа Лиендо (Juan Pablo Bulich — Rocio García Liendo AR)                                                             | Аргентина          |
| 2012 | Танго для танцпола | Факундо де ла Крус Гомес Палавесино и Паола Санз (Facundo de la Cruz Gómez Palavecino — Paola Sanz). Видео 2. Максимилиано Кристиани и Фатима Витале (Maximiliano Cristiani — Fatima Vitale AR), 3. Диего Ортега и Алдана Силвейра (Diego Ortega — Aldana Silveyra AR)                                                              | Аргентина          |
|      | Сценическое танго  | Кристиан Соса и Мария Ноэль Сьюто (Cristian Sosa — María Noel Sciuto). Видео 2. Эбер Бургер и Йесика Элиас (Eber Burguer — Yesica Elias AR), 3. Кристиан Кореа и Сабрина Амучастеги (Cristian Corea — Sabrina Amuchastegui AR) | Аргентина/ Уругвай |
| 2011 | Танго для танцпола | Диего Бенавидез Эрнандес и Наташа Агудело Арболеда (Diego Benavidez Hernández — Natasha Agudelo Arboleda). Видео 2. Джон Эрбан Кларисса Санчес (John Erban — Clarissa Sánchez (VE), 3. Брайан Нгуен и Юлиана Басмаджан Brian Nguyen — Yuliana Basmajyan US)                                                                         | Колумбия           |
|      | Сценическое танго  | Макс Ван Де Ворд и Соланж Акоста (Max Van De Voorde — Solange Acosta). Видео Кристиан Давид Корреа и Мануэла Росси (Cristian David Correa — Manuela Rossi AR), 3. Эбер Алехандро Бургер и Йесика Лорена Лозано Элиас Ланус (Eber Alejandro Burger — Yesica Lorena Lozano Elias Lanus AR)                                            | Аргентина          |
| 2010 | Танго для танцпола | Себастьян Ариэль Хименес и Мария Инес Богадо (Sebastián Ariel Jimenez — María Inés Bogado). Видео 2. Диего Перес и Мария Кантарини (Diego Pérez — María Cantarini AR), 3. Кристиан Лопес и Наоко Цуцумисаки (Cristian López — Naoko Tsutsumisaki JP)                                                                                | Аргентина          |
|      | Сценическое танго  | Диего Ортега и Сидзуко Кувамото (Diego Ortega -Chizuko Kuwamoto) Видео 2. Кристиан Давид Корреа и Мануэла Росси (Cristian David Correa — Manuela Rossi AR), 3. Кристиан Андрес Лопес и Наоко Цуцумисита (Cristian Andres Lopez — Naoko Tsutsumishita JP)                                                                            | Аргентина/ Япония  |
| 2009 | Танго для танцпола | Хироси Ямао и Кёко Ямао (Hiroshi Yamao — Kyoko Yamao) Видео 2. Эдвин Леон и Джениферт Аранго Агуэло (Edwin Leon — Jenifert Arango Agudelo CO), 3. Дамиан Мариньо и Сара Парнигони Damian Mariño — Sara Parnigoni (AR) | Япония             |
|      | Сценическое танго  | Джонатан Спитель и Бетсабет Флорес (Jonathan Spitel — Betsabet Flores) Видео 2. Кристиан Корреа и Мануэла Росси (Cristian Correa — Manuela Rossi AR), 3. Кристиан Андрес Лопес и Наоко Цуцумишита (Cristián Andrés López — Naoko Tsutsumizaki JP)                                                                                   | Аргентина          |
| 2008 | Танго для танцпола | Даниель Накуччо и Кристина Соса (Daniel Nacucchio — Cristina Sosa) 2. Нери Лучиано Пилиу и Янина Валерия Квиньонес (Neri Luciano Piliu — Yanina Valeria Quiñones AR), 3. Джон Эрбан и Софиани Фигуэроа (John Erban — Sofiani Figueroa VE)                                                                                           | Аргентина          |
|      | Сценическое танго  | Хосе Фернандес и Мелоди Селатти (José Fernández — Melody Celatti). 2. Максимилиано Кристиани и Марисель Джакомини (Maximiliano Cristiani — Maricel Giacomini AR), 3. Джон Райгоза и Яисури Саламанка (John Raigoza — Yaisuri Salamanca CO)                                                                                          | Аргентина          |
| 2007 | Танго для танцпола | Данте Санчес и Инес Музопаппа (Dante Sánchez — Inés Muzzopappa) Видео 2. Хавьер Диаз и Сесилия Фаваро (Javier Díaz — Cecilia Favaro AR), 3. Максимилиано Кристиани и Марисель Джакомини (Maximiliano Cristiani — Maricel Giacomini AR)                                                                                              | Аргентина          |
|      | Сценическое танго  | Фернандо Грасия и Наталия Тонелли Аттори (Fernando Gracia — Natalia Tonelli Attori) Видео 2. Максимилиано Алворадо и Палома Берриос (Maximiliano Alvarado — Paloma Berrios CL), 3. Хироси Ямао и Кёко Ямао (Hiroshi Yamao — Kyoko Yamao JP)                                                                                         | Аргентина          |
| 2006 | Танго для танцпола | Фабиан Перальта и Натача Поберах (Fabián Peralta — Natacha Poberaj) Видео 2. Аоникен Кирога и Эмилия Серутти (Aoniken Quiroga — Emilia Cerutti AR), 3. Диего Перес и Соледад Кантарини (Diego Pérez — Soledad Cantarini AR) | Аргентина          |
|      | Сценическое танго  | Карлос Альберто Паредес и Диана Хиральдо Ривера (Carlos Alberto Paredes — Diana Giraldo Rivera) 2. Хуан Грегорио Малисиа Гатти — Флоренция Ролдан (Juan Gregorio Malizia Gatti — Florencia Roldán AR), 3. Гонсало Дамиан Куэжо и Макико Хираи (Gonzalo Damian Cuello — Makiko Hirai, JP)                                            | Колумбия           |
| 2005 | Танго для танцпола | Себастьян Ачаваль и Химена Галличчио (Sebastián Achával — Ximena Gallicchio) Педро Вухович и Грасиела Кано (Pedro Vujovich — Graciela Cano AR), 3. Фабиан Перальта и Натача Поберах (Fabián Peralta — Natacha Poberaj AR) | Аргентина          |
|      | Сценическое танго  | Херман Корнехо и Мария де лос Анхелес Трабише (Germán Cornejo — María de los Angeles Trabichet) 2. Рио Икэмото и Тиэ Икэмото (Ryo Ikemoto — Chie Ikemoto JP), 3. Роберто Кастильо и Паула Бажестерос (Roberto Castillo — Paula Ballesteros AR)                                                                                      | Аргентина          |
| 2004 | Танго для танцпола | Освальдо Картери и Луиза Инес Картери (Osvaldo Cartery — Luisa Inés Cartery) 2. Лучиано Бриганте и Карина Гижен (Luciano Brigante — Karina Guillen AR), 3. Эдвин Чика Каро и Лина Мария Валенсия де Кали (Edwin Chica Caro — Lina María Valencia de Cali CO)                                                                        | Аргентина          |
|      | Сценическое танго  | Иван Ромеро и Марсела Веспасиано (Iván Romero — Marcela Vespasiano) 2. Хан Ли и Кьюнг А Хан (Han Lee — Kyung A Han KOR), 3. Хосе Роберто Кастильо и Паула Андреа Бажестерос (José Roberto Castillo — Paula Andrea Ballesteros (AR)                                                                                                  | Аргентина          |
| 2003 | Танго для танцпола | Энрике Усарес и Габриэла Сангвинетти (Enrique Husares — Gabriela Sanguinetti) 2. Энрике Граль и Джудит Запатеро (Enrique Grahl — Judith Zapatero DE), Хорхе Дамиан Мариньо и Габриэла Трапанотто (Jorge Damián Mariño — Gabriela Trapanotto AR)                                                                                     | Аргентина          |
|      | Сценическое танго  | Гаспар Годой и Хисела Галеасси (Gaspar Godoy -Gisela Galeassi) 2. Максимилиано Авила и Элизабет Герреро (Maximiliano Avila — Elizabeth Guerrero AR), 3. Роберто Кастильо и Паула Андреа Бажестерос (Roberto Castillo — Paula Andrea Ballesteros AR)                                                                                 | Аргентина          |